# Romoald I. Beneventski
Romoald I. ali Romuald I. (italijansko Romualdo) je bil v letih 662–687 vojvoda Beneventa, * ni znano, † 687.
Bil je sin langobardskega kralja Grimoalda I. Ko je njegov oče leta 662 uzurpiral langobardski prestol, je Benevento prepustil Romoaldu. in na njegov dvor poslal Rodelindo in Kunikperta, ženo in sina odstavljenega kralja Perktarita.
Ko so Bizantinci oblegali Benevento, mu je na pomoč prišel Grimoald in premagal napadalce. Romoald je nato zavzel Taranto in Brindisi, kar je močno omejilo bizantinski  vpliv v regiji. Pri tem so mu morda pomagale Alzekove bolgarske ali avarske horde, ki so malo pred tem vdrle v Italijo zaradi bojev za oblast v Panoniji. Bolgari in Avari so leta 667 v zameno za pomoč dobili  pašne pravice, Alzeko pa naslov gastalda.
Romoald nikoli ni nasledil kraljestva, ki ga je osvojil in dobro branil njegov oče. Perktarit se je vrnil in kraljestvo je prenehalo obstajati. V Beneventu ga je nasledil Grimoald II., sin Teodrade, hčerke furlanskega vojvode Lupa.

## Vir
- Gwatkin, H.M., Whitney, J.P. (ur.). The Cambridge Medieval History: Volume II—The Rise of the Saracens and the Foundations of the Western Empire. Cambridge University Press, 1926.

| Romoald I. Beneventski Rojen: ni znano Umrl: 687 |                             |                         |
| Vladarski nazivi                                 |                             |                         |
| Predhodnik: Grimoald I.                          | Vojvoda Beneventa 662 – 687 | Naslednik: Grimoald II. |